# Лас-Эскольерас
Лас-Эскольерас (исп. Las Escolleras) — посёлок в юго-восточной части Мексики, на территории штата Веракрус. Входит в состав муниципалитета Альварадо.

## Географическое положение
Лас-Эскольерас расположен на юго-востоке центральной части штата, на берегу лагуны Альварадо Мексиканского залива, на расстоянии приблизительно 146 километров к юго-востоку от города Халапа-Энрикеса, административного центра штата.

## Население
Согласно данным, полученным в ходе проведения официальной переписи 2005 года, в посёлке проживало 1334 человека (690 мужчин и 644 женщины). Насчитывалось 373 дома. По возрастному диапазону население распределилось следующим образом: 35,3 % — жители младше 18 лет, 55,6 % — между 18 и 59 годами и 9,1 % — в возрасте 60 лет и старше. Уровень грамотности среди жителей старше 15 лет составлял 84,5 %.
По данным переписи 2010 года, численность населения Лас-Эскольераса составляла 1449 человек. Динамика численности населения посёлка по годам:
| 2000 | 2005 | 2010 |
| ---- | ---- | ---- |
| 1330 | 1334 | 1449 |